# Lemnalia jukesii
Lemnalia jukesii is een zachte koraalsoort uit de familie Nephtheidae. De koraalsoort komt uit het geslacht Lemnalia. Lemnalia jukesii werd in 1868 voor het eerst wetenschappelijk beschreven door Gray. 